# 第四次河湟事变
第四次河湟事变或称河州事变是1928年春，马仲英在甘肃河州引发的叛乱，数十万人伤亡。共波及甘肃、青海、宁夏、新疆四省。是甘肃民国时期最大的一次动乱。河湟事变与同一年发生的凉州事变，近一步加剧甘肃汉、回关系紧张。

## 背景
1925年10月，刘郁芬以代理甘肃军务督办身份替代冯玉祥率领一部分国民军来到兰州，11月初间，即解决了原任甘肃督军兼省长陆洪涛旧部的李长清和包玉祥。不久陇东镇守使张兆钾联合驻临洮的宋有才旅、黄得贵旅和陇南镇守使孔繁锦向省城进攻。到1926年的夏天，刘郁芬所部击走了张兆钾，驱逐了孔繁锦，宋有才、黄得贵、鲁大昌、韩有禄等均不能支持，挨次被刘击溃。陇南的王桢、赵瑞寿等，则以直鲁豫同乡关系举众向刘投降。于是甘肃原有的汉族武力，除了河州、肃州的两小部分外，其余完全瓦解。
当刘郁芬和陇东构兵时，回军各镇惟甘州镇守使马麟曾以所部助刘作战，其余各镇皆作壁上观。及张兆钾联军完全失败，回军各部皆对刘表示服从。刘趁机把西宁、凉州的巡防部队都改编为混成旅，不久又改编为国民革命军第二集团军第二十六师、第二十七师，分别以马麒、马廷勃担任师长。这年秋天，吴佩孚再起豫鄂，联合奉军击溃冯玉祥部。在战事紧张进行中，冯氏曾电西宁、凉州，各调骑兵一旅，由宁夏、绥远开赴晋北助战。冯部在南口失败，冯玉祥出国，残部退驻绥远、宁夏。这两旅骑兵无人过问，都从纷乱中撤回原防。冯玉祥从苏联回国后，于1926年9月17日在五原誓师，率部从宁夏入陕，参加国民革命军北伐，再向西宁、凉州各调骑兵一旅，配合步兵在北方平原作战。两镇鉴于前事，皆推延不肯奉命。当时冯玉祥部在豫鲁作战，因兵饷不及，在陕西仅控制着关中，在河南还立足未稳，徐州会议虽和蒋介石妥协，但尚未获得大量支持。在这种情势下，为应付紧急，不得不在甘肃筹饷。这年冯玉祥特派张允荣做甘肃财政厅长，目的筹饷助军，无奈甘肃以贫瘠著名。这时孔繁锦智囊王桢在刘郁芬左右，他建议向河州开矿。刘郁芬本不满于回军军阀，张允荣又急于见功，都默认了这一建议。
1928年3月，刘郁芬派其参谋长杨光远赴陕公干，那时甘肃公路很少，汽车要从靖远转往固原，当杨光远经过打拉池走向甘肃盐池时，恰和宁夏禹王川回民杨老二所率反国民军的部分相遇，部中尕虎子阿訇挖断公路以陷汽车，杨光远跳出汽车避人沙沟，被追踪打死。刘郁芬遂认为这是西宁、凉州方面的阴谋，尤其疑忌的是凉州镇守使马廷劾。到了夏天，西宁方面接近国民军的周希武等去兰州有所商冶，马麒特派他的弟弟马麟带队护送。已到兰州邻近的老鸦峡，这里道途狭隘，双人不能并行，马麟认为这地方不会藏匪，在后面沐浴礼拜。周希武等也认为已出险地，不等马麟到来径自前行。不料土匪早混入在护送的部队中间，乘空突出击毙了周希武等数人，渡河扬长而去。马麟从后赶到，已来不及救护，枕尸一哭，仍运回青海殓埋。这一惨案的传出，愈加引起了刘郁芬的疑忌。
由于上述各事，刘郁芬已布满了疑云，偏偏在这时西宁、凉州又都拒绝了冯玉祥征调骑兵的命令。刘郁芬正在用人之际，忍气吞声，派郑道儒、韩骏杰等分赴西宁、凉州交涉但并未成功。马廷贤时以第二十六师副师长驻在凉州，忽向郑道儒告密说：马麒、马廷勃和奉军勾结，要组织西路讨冯军。郑、韩等皆连夜赶回兰州，更加强了刘郁芬解决河州的意图。

## 爆发
早在1927年秋，刘郁芬即调河州镇守使裴建准为肃州镇守使，另派其亲信师长赵席聘为河州镇守使，派叶超为导河县县长。未几又派团长刘志远赴凉州购马，副官马志坚赴平番购马，不久在永昌、山丹、古浪、平番、红城子、平城堡、大靖、土门子以及西宁各县均派专人常驻买马。先是碾伯、循化、导河、宁定之间常有小股土匪，赵席聘到河州镇守使任，对这些土匪并没有设法肃清，却常纵所部士兵在回民聚居的八方故意横行，违反宗教上的禁忌，大为回民所不悦。叶超任县长，又急于办粮办款征兵，回汉人民皆以为苦。回军各镇虽不便提出抗议，但心存不平。
恰当这时，河州西乡、南乡发生新老教的争执，杀人流血，互相控告。赵席聘听上一班好事少年的话，说回民三十年一小反，六十年一大反，新老教之争便是他们要造反的烟幕。这时不管他谁是谁非，逮捕首脑，枭首示众，就可以镇压下去。赵席聘把这情形报告给刘郁芬，刘郁芬使赵席聘逮捕新老教之争的头目，杀人立威，逼得各地参加教争的人民都联合起来向河州进攻。1928年3月，马麒所部宁海军中的营长马仲英率领少数人奔向河州，经过循化，夺取了县府所存的的枪枝。马仲英到达河州边境，势力逐渐扩大，结合向河州进攻的群众，旬日间就聚集了一两万人，直扑河州城。
马仲英一起兵，回民附从的很多，但枪枝无多，十九持着刀矛，一部分包围西南乡宁河堡，一部分拥到河州近郊。赵席聘看到这些人没有好的武器，曾以所部应战。但回民群众竟然赤膊徒手，猛扑到队伍中夺枪，使赵席聘的部队大吃其亏，只得困守河州飞电告急。刘郁芬派师长戴靖宇率部由狄道宁定向河州南乡进攻；旅长刘兆祥、李松昆率部由皋兰尖山漫滩向河州东乡进攻；但李松昆被阻于牛心山，他们焚烧了唐汪川无辜人民一千余家，由呼吁和平的马组先、马国礼等在前引路，开导民众，变抗拒为欢迎，才能不费事地通过东乡，到达河州城郊。戴靖宇攻至河州近郊，与马仲英等激战，胸部中弹，返回省城。马仲英等亦以枪械缺乏，死伤惨重，退向河州西乡的双城、韩家集一带。
河州城内住汉民数千家，南关一带住回民万余家。南关号称八方，房屋整齐，有礼拜寺和拱北数十处，商业手工业相当繁盛。当马仲英围攻河州时，这里的居民深恐战争祸害，严守中立，极力向当局表示服从。及至戴靖宇部和回军激战，困守河州城内的赵席聘曾乘机以城中部队和市民冲人八方，掳掠三日后，四面放火。回民住宅和礼拜寺、拱北悉数被焚毁，幸免于死亡的被难平民数万人栖身无地。事后在八方设政委会，以喇世俊等为委员办理善后事宜，只虚具形式，不能解决问题。